# Brett Motherwell
Brett Motherwell (né le 11 septembre 1986 à Saint-Charles (Illinois) aux États-Unis) est un joueur professionnel américain de hockey sur glace.

## Carrière de joueur
Après quelques saisons dans les juniors et dans le système universitaire aux États-Unis, il signa un premier contrat professionnel avec le Crunch de Syracuse dans la Ligue américaine de hockey au début de la saison 2007-2008. À sa première saison, il joua pratiquement tous ses parties avec le Crunch, mais fut prêté aux Jackals d'Elmira de la East Coast Hockey League le temps de 2 parties.

## Statistiques
| Saison    | Équipe                      | Ligue |    | Saison régulière | Saison régulière | Saison régulière | Saison régulière | Saison régulière |   | Séries éliminatoires | Séries éliminatoires | Séries éliminatoires | Séries éliminatoires | Séries éliminatoires |
| Saison    | Équipe                      | Ligue | PJ | B                | A                | Pts              | Pun              | PJ               | B | A                    | Pts                  | Pun                  |                      |                      |
| 2003-2004 | Lancers de River City       | USHL  | 38 | 6                | 21               | 27               | 41               | -                | - | -                    | -                    | -                    |                      |                      |
| 2004-2005 | Lancers d'Omaha             | USHL  | 60 | 5                | 33               | 38               | 75               | 5                | 0 | 3                    | 3                    | 4                    |                      |                      |
| 2005-2006 | Eagles du Collège de Boston | NCAA  | 37 | 3                | 19               | 22               | 34               | -                | - | -                    | -                    | -                    |                      |                      |
| 2006-2007 | Eagles du Collège de Boston | NCAA  | 42 | 3                | 25               | 28               | 36               | -                | - | -                    | -                    | -                    |                      |                      |
| 2007-2008 | Eagles du Collège de Boston | NCAA  | 1  | 0                | 0                | 0                | 0                | -                | - | -                    | -                    | -                    |                      |                      |
| 2007-2008 | Jackals d'Elmira            | ECHL  | 2  | 0                | 0                | 0                | 0                | -                | - | -                    | -                    | -                    |                      |                      |
| 2007-2008 | Crunch de Syracuse          | LAH   | 48 | 2                | 14               | 16               | 59               | 13               | 0 | 2                    | 2                    | 6                    |                      |                      |
| 2008-2009 | Graz 99ers                  | EBEL  | 23 | 3                | 6                | 9                | 20               | 7                | 0 | 1                    | 1                    | 6                    |                      |                      |
| 2008-2009 | Bruins de Providence        | LAH   | 4  | 0                | 0                | 0                | 0                | -                | - | -                    | -                    | -                    |                      |                      |
| 2009-2010 | Cyclones de Cincinnati      | ECHL  | 48 | 2                | 26               | 28               | 23               | 18               | 1 | 10                   | 11                   | 10                   |                      |                      |
| 2009-2010 | Sound Tigers de Bridgeport  | LAH   | 17 | 0                | 9                | 9                | 6                | -                | - | -                    | -                    | -                    |                      |                      |
| 2010-2011 | Sound Tigers de Bridgeport  | LAH   | 60 | 4                | 14               | 18               | 16               | -                | - | -                    | -                    | -                    |                      |                      |
| 2011-2012 | Falcons de Springfield      | LAH   | 3  | 0                | 1                | 1                | 4                | -                | - | -                    | -                    | -                    |                      |                      |
| 2011-2012 | Express de Chicago          | ECHL  | 25 | 0                | 8                | 8                | 20               | -                | - | -                    | -                    | -                    |                      |                      |